# Публий Вигелий Рай Пларий Сатурнин Атилий Брадуан Кавцидий Тертул
Публий Вигелий Рай Пларий Сатурнин Атилий Брадуан Кавцидий Тертул (на латински: Publius Vigellius Raius Plarius Saturninus Atilius Braduanus Caucidius Tertullus) е роден около 120 г., вероятно в Италия.
Сатурнин е познат от записки от Добруджа, където през 150 г. e преториански командир на V Македонски легион. През 160 г. той е преториански императорски управител на Лиция и Памфилия. Между тези два поста вероятно е консул или суфектконсул. Между 169 – 170 г. е управител на Долна Мизия.
Сатурнин става, след смъртта на Марк Аврелий, през 180 г. проконсул на Африка. Тертулиан съобщава, че Сатурнин е първият, който преследва християни в Африка и затова на стари години ослепял.
Сатурнин, по времето на Комод, на 17 юли 180 г. осъжда на смърт в своя секретариат на връх Бирса в Картаген 12 християни от недалечното градче Скили, които вероятно са ученици и апостоли на Христос.